# Seattle Seahawks 1983
La stagione 1983 dei Seattle Seahawks è stata l'ottava della franchigia nella National Football League.
Questa fu la prima stagione con Chuck Knox come capo-allenatore e la prima della storia della franchigia in cui raggiunse i playoff, vincendo le prime due gare, prima di perdere nella finale della American Football Conference contro i Los Angeles Raiders.

## Draft NFL 1983
| Giro/Scelta | Giocatore       | Ruolo            | College               |
| ----------- | --------------- | ---------------- | --------------------- |
| 1/3         | Curt Warner     | Running back     | Penn State            |
| 5/123       | Chris Castor    | Wide receiver    | Duke                  |
| 6/150       | Reginald Gipson | Running Back     | Alabama A&M           |
| 7/177       | Sam Merriman    | Linebacker       | Idaho                 |
| 8/210       | Matt Hernandez  | Offensive tackle | Purdue                |
| 9/236       | Bob Clasby      | Defensive end    | Notre Dame            |
| 10/263      | Pete Speros     | Offensive Guard  | Penn State University |
| 11/290      | Bob Mayberry    | Offensive Guard  | Clemson               |
| 12/317      | Don Dow         | Offensive tackle | Washington            |

## Staff
Fonte:

## Roster
| Roster dei Seattle Seahawks nel 1983 |
| --- |
| Quarterback - 17 Dave Krieg - 10 Jim Zorn Running Back - 30 Theotis Brown - 32 Cullen Bryant - 31 Zachary Dixon KR - 33 Dan Doornink - 46 David Hughes FB - 37 Eric Lane - 28 Curt Warner Wide Receiver - 83 Chris Castor - 29 Harold Jackson - 85 Paul Johns PR - 80 Steve Largent - 89 Byron Walker Tight End - 88 Pete Metzelaars - 86 Mike Tice - 87 Charle Young Offensive Linemen - 76 Steve August T - 65 Edwin Bailey G - 59 Blair Bush C - 66 Bill Dugan G - 64 Ron Essink T - 69 Matt Hernandez T - 62 Kani Kauahi C - 67 Reggie McKenzie G - 61 Robert Pratt G Defensive Linemen - 77 Jeff Bryant DE - 84 Sam Clancy DE - 79 Jacob Green DE - 70 Darrell Irvin DE - 72 Joe Nash NT - 74 Manu Tuiasosopo NT Linebacker - 60 Jerome Boyd - 53 Keith Butler - 56 Greg Gaines - 63 Mark Hicks - 55 Michael Jackson - 51 Sam Merriman - 52 Joe Norman - 57 Shelton Robinson - 58 Bruce Scholtz - 54 Eugene Williams - 48 Gary Wimmer Defensive Back - 22 Dave Brown CB - 25 Don Dufek - 45 Kenny Easley SS - 44 John Harris FS - 27 Gregg Johnson - 26 Kerry Justin CB - 48 Ken McAlister - 21 Paul Moyer - 42 Keith Simpson CB Special Team - 9 Norm Johnson K - 8 Jeff West P Lista delle riserve - 15 Steve Wray QB (IR) 54 attivi, 1 inattivi, 0 nella squadra di allenamento |
| Legenda - I rookie sono in corsivo. - Il primo ruolo è il principale mentre gli eventuali successivi indicano i ruoli secondari. - (IR) sta per Injured Reserve ed indica la lista ristretta per un solo giocatore infortunato che può tornare ad allenarsi dopo la settimana 6 e a rientrare in prima squadra dopo che questa ha giocato 8 partite. - (NF-Inj.) / (NF-Ill.) stanno rispettivamente per Non-Football Injured e Non-Football Illness ed indicano le liste dove viene inserito un giocatore che ha un infortunio o una malattia non dipendente dal football americano. - (PUP) sta per Physically Unable to Perform ed indica la lista dove viene inserito un giocatore mentre è in attesa di recuperare la condizione fisica. Nella stagione regolare dopo la sesta partita giocata dalla propria squadra, il giocatore ha tempo tre settimane per riprendere ad allenarsi, più tre settimane aggiuntive dal suo rientro agli allenamenti per rientrare in prima squadra. |

## Calendario

### Stagione regolare
| Turno | Data       | Avversario            | Risultato   | Stadio                        | Record | Pubblico |
| 1     | 4/9/1983   | @ Kansas City Chiefs  | S 13-17     | Arrowhead Stadium             | 0-1    | 42.531   |
| 2     | 11/9/1983  | @ New York Jets       | V 17-10     | Shea Stadium                  | 1-1    | 50.066   |
| 3     | 18/9/1983  | San Diego Chargers    | V 34-31     | Kingdome                      | 2-1    | 61.714   |
| 4     | 25/9/1983  | Washington Redskins   | S 17-27     | Kingdome                      | 2-2    | 60.718   |
| 5     | 2/10/1983  | @ Cleveland Browns    | V 24-9      | Cleveland Stadium             | 3-2    | 75.446   |
| 6     | 9/10/1983  | @ San Diego Chargers  | S 21-28     | Jack Murphy Stadium           | 3-3    | 49.132   |
| 7     | 16/10/1983 | Los Angeles Raiders   | V 38-36     | Kingdome                      | 4-3    | 60.967   |
| 8     | 23/10/1983 | Pittsburgh Steelers   | S 21-27     | Kingdome                      | 4-4    | 61.615   |
| 9     | 30/10/1983 | @ Los Angeles Raiders | V 34-21     | Los Angeles Memorial Coliseum | 5-4    | 49.708   |
| 10    | 6/11/1983  | Denver Broncos        | V 27-19     | Kingdome                      | 6-4    | 61.189   |
| 11    | 13/11/1983 | @ St. Louis Cardinals | S 28-33     | Busch Memorial Stadium        | 6-5    | 33.280   |
| 12    | 20/11/1983 | @ Denver Broncos      | S 27-38     | Mile High Stadium             | 6-6    | 74.710   |
| 13    | 27/11/1983 | Kansas City Chiefs    | V 51-48 DTS | Kingdome                      | 7-6    | 56.793   |
| 14    | 4/12/1983  | Dallas Cowboys        | S 10-35     | Kingdome                      | 7-7    | 63.352   |
| 15    | 11/12/1983 | @ New York Giants     | V 17-12     | Giants Stadium                | 8-7    | 48.945   |
| 16    | 18/12/1983 | New England Patriots  | V 24-6      | Kingdome                      | 9-7    | 59.688   |

### Playoff
| Turno            | Data       | Avversario          | Risultato | Stadio                        | Pubblico |
| Wildcard         | 24/12/1983 | Denver Broncos      | V 31-7    | Kingdome                      | 60.752   |
| Divisional       | 31/12/1983 | Miami Dolphins      | V 27-20   | Miami Orange Bowl             | 71.032   |
| AFC Championship | 8/1/1984   | Los Angeles Raiders | S 14-30   | Los Angeles Memorial Coliseum | 88.734   |

## Classifiche
| AFC West               | AFC West | AFC West | AFC West | AFC West | AFC West | AFC West | AFC West | AFC West | AFC West |
|                        | V        | S        | P        | %        | DIV      | CONF     | PF       | PS       | Str.     |
| ---------------------- | -------- | -------- | -------- | -------- | -------- | -------- | -------- | -------- | -------- |
| Los Angeles Raiders(1) | 12       | 4        | 0        | .750     | 6–2      | 10–2     | 442      | 338      | V1       |
| Seattle Seahawks](4)   | 9        | 7        | 0        | .563     | 5–3      | 8–4      | 403      | 397      | V2       |
| Denver Broncos(5)      | 9        | 7        | 0        | .563     | 3–5      | 9–5      | 302      | 327      | S1       |
| San Diego Chargers     | 6        | 10       | 0        | .375     | 4–4      | 4–8      | 358      | 462      | S1       |
| Kansas City Chiefs     | 6        | 10       | 0        | .375     | 2–6      | 4–8      | 386      | 367      | V1       |

## Leader della squadra
| Leader della squadra   |               |       |
| Categoria              | Giocatore     | N.    |
| Yard passate           | Dave Krieg    | 2.139 |
| Touchdown passati      | Dave Krieg    | 18    |
| Yard corse             | Curt Warner   | 1.449 |
| Touchdown su corsa     | Curt Warner   | 13    |
| Ricezioni              | Steve Largent | 72    |
| Yard ricevute          | Steve Largent | 1.074 |
| Touchdown su ricezione | Steve Largent | 11    |
| Sack                   | Jacob Green   | 16,0  |
| Intercetti             | Kenny Easley  | 7     |